# Phoxocampus
Phoxocampus es un género de peces de la familia Syngnathidae, del orden Syngnathiformes. Este género marino fue descrito científicamente en 1977 por Charles Eric Dawson.

## Especies
Especies reconocidas del género:
- Phoxocampus belcheri (Kaup, 1856)
- Phoxocampus diacanthus (L. P. Schultz, 1943)
- Phoxocampus tetrophthalmus (Bleeker, 1858)